# Illusions fantasmagoriques
Pour plus de détails, voir Fiche technique et Distribution.
Illusions fantasmagoriques (ou La Boîte mystérieuse) est un film muet français à trucs réalisé par Georges Méliès, sorti en 1898 au début du cinéma muet. C'est un court-métrage d'environ une minute.

## Synopsis
Un magicien effectue divers tours : apparition d'un enfant, d'un deuxième, disparitions, etc.

## Fiche technique
- Titre : Illusions fantasmagoriques
- Titre alternatif : La Boîte mystérieuse
- Titre anglophone (États-Unis) : The Famous Box Trick
- Réalisation : Georges Méliès
- Photographie :
- Société de production : Star Film
- Pays de production :  France
- Langue : français
- Métrage : 41 mètres
- Genre : Film fantastique, Film à trucs
- Format : Noir et blanc — 35 mm — 1,33:1 — Muet
- Durée : 1 minute 20
- Numéro de catalogue de la Star Film :
- Dates de sortie : 
  - France : 1898
  - États-Unis : 21 novembre 1903

## Distribution
- Georges Méliès : le magicien